# Revenant
Revenant — компьютерная игра в жанре action RPG, разработанная компанией Cinematix Studios и выпущенная в 1999 году издателем Eidos Interactive на платформах Microsoft Windows и Apple Mac OS.

## Место действия
События, в которых принимает участие протагонист, разворачиваются в мире под названием «Ур», на острове Аквилон (Ahkuilon). В северной части острова находится крупный кратер, склоны которого вкупе с горной цепью на юге полностью отделяют друг от друга западный и восточный берега. В западной области располагается город людей Мистхейвен (Misthaven) и деревня расы огроков, в восточной — руины заброшенных древних поселений. Единственным средством сообщения между западным и восточным берегом являются пещеры, залегающие под горной грядой.

## Сюжетная линия
Протагонист — могущественный воитель и маг древности — через множество лет после своей смерти призывается из адского измерения Анзерак (Anserak) колдуном Сардоком (Sardok), который состоит на службе у правителя Мистхейвена Тендрика (Tendrick). Заклятие призыва, произнесенное Сардоком, обязывает протагониста служить колдуну и исполнять исходящие от него указания. В силу того, что возвращенный из мира мертвых персонаж утратил значительную часть собственной памяти, он не в состоянии вспомнить даже имя, которое носил при жизни; на протяжении всей сюжетной линии он будет именоваться «Локи д’Аверам» (Locke d’Averam). Имя «Локи», согласно получаемой им впоследствии информации, дается всем вызванным из небытия и означает «тот, кто жил прежде»; приставка d’Averam указывает на фамильное имя дома, которому он призван служить.
Перед Возвращенным (Revenant) ставится задача найти и вернуть домой дочь правителя, Андрию (Andria), которая была похищена служителями мистического культа. Тендрик и Сардок поясняют персонажу, что культисты, называющие себя «Детьми перемен» (Children of the Change), базируются в руинах в восточной части острова; посредством темной магической силы они вынуждают людей и созданий служить себе. Слухи о культе негативно сказались на Мистхейвене: некогда оживленный торговый центр на момент игровых событий пребывает в упадке.
Пройдя через западную область острова, пещеры под горной грядой, развалины древнего города и подземный комплекс, представляющий собой средоточие сил культа, а также преодолев сопротивление множества обычных и нескольких особых противников (в частности — сильнейшего бойца поселения огроков, глубинного чудовища из пещер, мага культа Сабу (Sabu) и жреца Йаги (Jhaga)), протагонист в конце концов достигает тайного помещения, где хранится древний дьявольский артефакт Накранот (Nahkranoth).
Вернувшись в Мистхейвен с Накранотом, персонаж узнает от Сардока, что для уничтожения главного антагониста — верховного жреца Йагоро (Yhagoro) — и освобождения Андрии ему необходимо переместиться в демоническое измерение Анзерак. Конечная цель Йагоро — призвать в мир адское божество по имени Краксус (Kraxxus), чего антагонист намерен добиться, принеся в жертву дочь правителя Тендрика. Локи д’Аверам переносится в Анзерак, преодолевает радужный лабиринт, находит Йагоро в его убежище и уничтожает; сюжет игры на этом завершается.
По мере развития событий выясняются отдельные фрагменты прошлого протагониста. Обнаруживается, что в древние времена на Аквилоне располагалась столица могущественной империи, правители которой заключили договор с преисподней. Вышеупомянутое божество Краксус дозволило императорам пользоваться Накранотом в обмен на человеческие жертвоприношения, и пакт соблюдался до тех пор, пока на престол не взошёл человек, известный игроку как Локи д’Аверам. Узнав, что по условиям договора он должен принести в жертву адскому божеству собственную жену, император принял решение нарушить пакт — прервать жизнь императрицы не на жертвенном алтаре, чтобы Краксус не смог получить её душу после смерти. Разгневанное божество совершило акт мести — уничтожило столицу империи, в результате чего образовался кратер на севере острова, а её правитель был низвергнут в Анзерак на вечные муки. Дочь Тендрика Андрия при этом оказывается воплощением жены императора. Путь протагониста, таким образом, представляется искуплением прежних прегрешений, хотя кульминация и развязка сюжета неоднозначны и содержат намеки на возможное повторение событий древности.

## Параметры персонажа
Протагонист обладает управляемыми характеристиками и умениями. Игрок вправе определять, какие характеристики будут возрастать при получении персонажем нового уровня; умения возрастают по мере их применения.
Характеристики: сила (strength), стойкость (consistency), ловкость (agility), скорость реакции (reflex), интеллект (mind), удача (luck).
Умения: колдовство (invoke), рукопашный бой (hands), мечи (sword), дробящее оружие (bludgeon), топоры (axes), стрельба (bows), взлом (lockpick).
Показатели здоровья, запаса физических и магических сил, наносимый персонажем ущерб, способности к блокировке атак и индекс брони зависят от текущего уровня протагониста, а также экипировки — одежды, оружия и доспехов.

## Геймплей

### Боевая система
Одной из особенностей Revenant является специфическая система ведения боя: стандартные атаки (рубящие, режущие и колющие удары) сочетаются с комбинированными, которым персонаж обучается в процессе развития. Для их изучения протагонисту надлежит брать уроки у учителя боевых искусств Йонга (Jong), который проживает в Мистхейвене. Комбинированные атаки инициируются с клавиатуры. Всего протагонист может изучить три особых дистанционных удара — «Мощный укол» (Charging Thrust), «Штопорный разрез» (Spinning Slash), «Разрубание в прыжке» (Jumping Chop) — и семь комбинаций — «Тигр» (Tiger Combination), «Пума» (Puma Chain), «Кобра» (Cobra Chain), «Скорпион» (Scorpion Chain), «Паук» (Spider Combination), «Дракон» (Dragon Combination). В процессе выполнения комбинированной атаки персонаж совершает от двух до пяти ударов, что пропорционально увеличивает наносимый ущерб.
Оружие подразделяется на группы в соответствии с навыками: мечи и сабли, топоры и секиры, булавы и молоты, а также луки и стрелы. Все оружие является двуручным; щиты отсутствуют. Броня единообразна, однако некоторые виды тяжелых доспехов способны негативно влиять на параметры персонажа — как правило, ловкость и скорость. В то же время доспехи могут быть зачарованы на увеличение каких-либо характеристик или параметров персонажа; оружие с магическим эффектом, напротив, практически не встречается. Совместно с оружием и броней персонаж может носить магические кольца и амулеты, которые также могут повышать его параметры и характеристики.
Спектр доступного оружия и брони, которые можно приобрести у торговцев в Мистхейвене, постепенно расширяется по мере эволюции персонажа. Доспехи и оружие могут быть экипированы лишь при условии, что определённые параметры персонажа соответствуют их минимальным требованиям; если сила или выносливость протагониста недостаточны, он не сможет использовать данный предмет.

### Магия
Магические эффекты генерируются сочетанием различных талисманов. Всего в игре имеется двенадцать талисманов: Жизни, Луны, Духа, Неба, Солнца, Звезд, Земли, Порядка, Океана, Защиты, Хаоса и Смерти. По мере прохождения сюжетной линии персонаж пополняет набор талисманов и обнаруживает свитки, в которых описываются комбинации, необходимые для чтения тех или иных заклинаний. Формально свитки не обязательны (игрок может экспериментировать с талисманами, проверяя на работоспособность различные сочетания), однако подбор высокоуровневых заклинаний, для сотворения которых требуется до четырёх талисманов, может быть затруднителен.
Всего в игре доступны для чтения 50 заклинаний различной мощности. Персонаж имеет возможность поражать оппонентов огнём, ядом, электричеством, льдом, призывать метеоритные дожди, формировать зыбучие пески и торнадо, высасывать здоровье и магическую энергию; возможны также временное повышение индекса брони и увеличение параметров персонажа, восстановление здоровья, защита от магических воздействий, телепортация, паралич и невидимость. Некоторые противники протагониста — как люди, так и создания — также способны вызывать и применять аналогичные магические эффекты.
Каждое заклинание характеризуется уровнем сложности — показателем навыка колдовства (Invoke), минимально необходимым для его сотворения. Соответственно, чтобы читать новые, более могущественные заклинания, персонаж должен активно практиковаться в применении уже известных ему магических эффектов.

## Многопользовательский режим
В режиме мультиплеера игроки могут подключаться к единому серверу и состязаться между собой на игровых площадках-аренах различной сложности. Для выбора в этом режиме доступны персонажи четырёх различных классов: Возвращенные (Revenant), Ветераны (Veteran), Ассасины (Assassin) и Шаманы (Shaman). Данные классы различаются по исходным параметрам и доступным возможностям: Ветераны обладают значительной силой и высокими показателями здоровья, однако не способны применять магию, в то время как Шаманы располагают полным спектром магических эффектов. Возвращенные и Ассасины занимают промежуточные позиции, сочетая боевые умения с магическими. Представители дополнительных классов (Veteran, Shaman, Assassin) встречаются и в однопользовательском режиме, однако для игрока они не доступны и не могут выступать в роли центральных протагонистов.

## Оценки
| Сводный рейтинг | Сводный рейтинг |
| Агрегатор       | Оценка          |
| --------------- | --------------- |
| GameRankings    | 73,60 %         |